# Bedford Brown

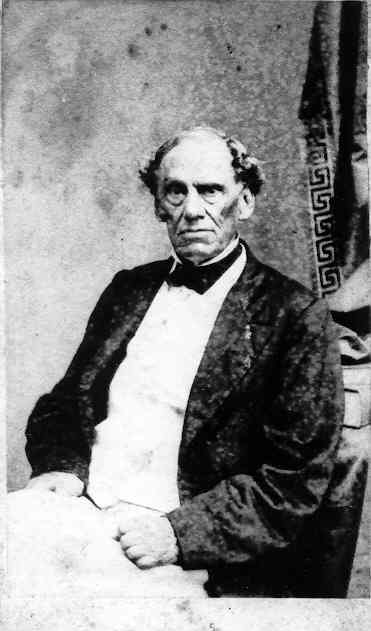
Bedford Brown

Bedford Brown, född 6 juni 1795 i Caswell County, North Carolina, död 6 december 1870 i Caswell County, North Carolina, var en amerikansk politiker (demokrat). Han representerade delstaten North Carolina i USA:s senat 1829–1840.
Brown utexaminerades 1813 från University of North Carolina at Chapel Hill. Han studerade sedan juridik. Han var verksam som plantageägare i North Carolina.
Senator John Branch avgick 1829 och Brown valdes till hans efterträdare. Han var ordförande i senatens jordbruksutskott 1833–1836. Brown avgick 1840 och efterträddes som senator av Willie Person Mangum.
Brown avled 1870. Hans grav finns på familjekyrkogården i Caswell County.